# Kühnhausen (Pöttmes)
Kühnhausen ist ein Gemeindeteil des Marktes Pöttmes im Landkreis Aichach-Friedberg, der zum Regierungsbezirk Schwaben in Bayern gehört.

## Geographie
Kühnhausen liegt westlich von Pöttmes auf der Hochfläche des Unteren Lechrains der Aindlinger Terrassentreppe. Naturräumlich gehört es also zur Donau-Iller-Lech-Platte, die wiederum Teil des Alpenvorlandes ist, eine der Naturräumlichen Haupteinheiten Deutschlands. Gemeinsam mit Reicherstein, Echsheim und Wiesenbach bildet Kühnhausen das so genannte Pöttmeser Oberland.
Der Ort liegt an der Einmündung der Kreisstraße AIC 27 aus Richtung Rain in die Staatsstraße 2045 von Meitingen nach Pöttmes. Er ist umgeben von den Wäldern des Ebenrieder und Gumppenberger Forstes.

## Geschichte
Kühnhausen ist erstmals im Pappenheimer Urbar von 1214 unter dem Namen Rindehusen überliefert, was auf eine Rinderhaltung hindeutet. 1280 hieß es bereits Chindeshusen, also eine Umdeutung von „Rinder“ zu „Kühen“. 1343 wird es dann als Kindhausen erwähnt, woraus mit der Zeit Kühnhausen wurde.

Im 13. Jahrhundert hatten die Marschälle von Pappenheim und die bayerischen Herzöge Besitz in Kühnhausen. Später gehörte alles der Hofmark der Gumppenberger aus dem benachbarten Pöttmes.

Die 1756/57 erbaute Kapelle Sankt Josef gehört seit jeher zur katholischen Pfarrei Sankt Peter und Paul in Pöttmes. Sie ist nach Norden ausgerichtet und liegt zwischen den beiden Dorfteilen an der Straße. 

Bis zum 1. Juli 1972 gehörte Kühnhausen als selbstständige Gemeinde zum Landkreis Neuburg an der Donau, fiel dann mit der Gebietsreform in Bayern an den Landkreis Augsburg-Ost, der am 1. Mai 1973 den derzeitigen Namen Landkreis Aichach-Friedberg erhielt, und wurde ebenfalls am 1. Juli 1972 in den Markt Pöttmes eingemeindet.

## Baudenkmäler
- Kapelle Sankt Josef